# Arahja
Arahja – piosenka zespołu Kult, która ukazała się na albumie Spokojnie. Autorem tekstu jest Kazik Staszewski. Choć na płycie Spokojnie podana jest informacja, że kompozycja jest pracą zbiorową zespołu, faktycznym autorem muzyki jest Janusz Grudziński. Uchodzi za jeden z najważniejszych utworów muzycznych w Polsce.

## Historia
„Arahja” jest największym przebojem z albumu Spokojnie. Piosenka powstała jesienią 1987 roku. Melodię do piosenki Janusz Grudziński skomponował w mieszkaniu swojego przyjaciela i współpracownika Kultu Sławomira Pietrzaka. Na początku Grudziński skomponował linię basową, następnie utworzył solówki pojawiające się w utworze i partię wykonywaną na instrumentach klawiszowych. Cały utwór jest w tonacji moll, kończy się zaś akordem A-dur. Na próbach dźwięk organów odtworzono za pomocą syntezatora Casio.
Album Spokojnie został nagrany w styczniu i lutym 1988 roku w poznańskim Studiu Giełda. W nagraniu wzięli udział: Kazik Staszewski (śpiew), Piotr Morawiec (gitara), Sławomir Pietrzak (gitara), Janusz Grudziński (organy, gitara), Ireneusz Wereński (gitara basowa), Tadeusz Kisieliński (perkusja). Realizacją dźwięku zajął się Piotr Madziar. Tam Grudziński po raz pierwszy zagrał na organach Hammonda, które można usłyszeć w „Arahji”. Podczas nagrania solowe partie gitarowe zagrał nie Piotr Morawiec, a Sławomir Pietrzak, który znacznie zmodyfikował ich kompozycje. Utwór otwiera bicie dzwonów. Efekt ten, zaproponowany przez Morawca, zastąpił dźwięk skrzypienia śniegu pod stopami (zaproponowany przez Krzysztofa „Banana” Banasika), który nie był słyszany przez muzyków podczas sesji nagraniowej.
Utwór początkowo miał nosić tytuł „Nowa piosenka o Berlinie” (po „1932 – Berlin”), następnie po prostu „Berlin”, jednak nazwa ta została wcześniej zarejestrowana w ZAiKS. „Arahja” od początku był porównywany do utworu „July Morning” Uriah Heep lub ogólnie do twórczości tego zespołu w latach 70. Według Grudzińskiego podobieństwo wynika z użycia organów Hammonda, a według Kazika Staszewskiego nazwa „Arahja” powstała w wyniku kilkukrotnego przekształcenia nazwy Uriah Heep (na „Juraja”, a następnie „Araja” i wreszcie „Arahja”). Wśród fanów Kultu krąży nieprawdziwe wyjaśnienie utworu, wiążące „Arahję” z anarchią.
„Arahja” od chwili premiery jest stałym fragmentem koncertów Kultu. Początkowo piosenka funkcjonowała na koncertach pod tytułem „Nowa piosenka o Berlinie”. Na niektórych koncertach utwór kończy się partią zagraną na waltorni.
„Arahja” znalazła się również na albumie koncertowym Tan z 1989 roku, gdzie między wokalami pojawia się waltornia. Inne wersje koncertowe ukazały się na albumach Made in Poland z 2016 roku oraz Live Pol’and’Rock Festival 2019 z 2020 roku. Wersja akustyczna „Arahji” (gdzie organy zastąpiono fortepianem) ukazała się na albumie MTV Unplugged z 2010 roku.
Utwór był notowany na Liście przebojów Programu Trzeciego przez 25 tygodni. Na listach Wszech Czasów utwór zawsze znajdował się w pierwszej dziesiątce, w notowaniu z 2011 roku zajął drugie miejsce.
W marcu 2023 roku z okazji jubileuszu 41-lecia istnienia zespołu ukazał się teledysk do „Arahji”. Nagranie składa się z niepublikowanych wcześniej materiałów zespołu. Pomysłodawcą teledysku był Sławomir Pietrzak.

## Tekst piosenki
Pierwsze wersy Mój dom murem podzielony / Podzielone murem schody / Po lewej stronie łazienka / Po prawej stronie kuchenka Kazik Staszewski zapożyczył z utworu „Tyłem” Voo Voo. Inspiracja stanowiła hołd dla zespołu Wojciecha Waglewskiego. Dalsza część utworu już w całości odnosi się do podziału Berlina na dwie części. Paralela do podziału miasta na dwie części została przez Kazika Staszewskiego wymyślona po wyobrażeniu sobie organizmu przeciętego nożem na dwie równe części. Staszewski wyobraził sobie przecięty organizm podczas kontrolowania przez służby NRD osób chcących udać się do Berlina Zachodniego. Mój dom murem podzielony stanowi inspirację z Muzeum Muru Berlińskiego, gdzie Staszewski widział zdjęcia muru przechodzącego przez mieszkania. Bezpośrednim nawiązaniem do sytuacji w Berlinie są wersy Świeci neonami prawa strona / Lewa strona cała wygaszona, gdzie ukazano kontrast pomiędzy oświetloną częścią zachodnią a zaciemnioną wschodnią.
Utwór można interpretować również jako piosenkę o podziałach. W opracowaniach pojawia się błędna interpretacja, że utwór stanowi komentarz do podziału polskiego społeczeństwa pod koniec lat 80. W 2017 roku Kazik Staszewski posłużył się „Arahją” do opisania podziałów politycznych w Polsce.

## Inne wykonania
W sierpniu 2015 roku Natalia Przybysz wykonała „Arahję” na koncercie My, Naród w Gdańsku z okazji 35-lecia NSZZ „Solidarność”. Zespół Hey wykonał „Arahję” w wolniejszej wersji podczas trwającej jesienią 2016 trasy koncertowej, promującej album Błysk. Tę samą aranżację zespół przedstawił na XXIII Przystanku Woodstock w 2017 roku. W następnych latach „Arahja” trafiła do stałego repertuaru Katarzyny Nosowskiej. 10 listopada 2018 roku utwór zaśpiewała Ewa Farna podczas Koncertu dla Niepodległej, 27 lutego 2019 roku Kasia Moś, Mateusz Ziółko i Olga Szomańska podczas koncertu Artyści przeciw nienawiści, a 26 września 2020 roku Michał Szpak podczas koncertu Solidarni z Białorusią.